# موسك مي تو
حركة موسك مي تو (بالإنجليزية:mosquemetoo) هي حركة إسلامية نسوية تتحدت عن الاعتداء الجنسي الذي يتعرضن له النساء اثناء الحج في أكبر الأماكن الإسلامية المقدسة: مكة المكرمة، المملكة العربية السعودية. انتشرت هذه الحركة إلى النساء المسلمات اللاتي شاركن تجاربهن حول الاعتداء الجنسي في مراكز دينية إسلامية أخرى وأماكن مقدسة في جميع أنحاء العالم كمسجد الجامع بنيودلهي في الهند. نشأ استحدام مصطلح 'me too'  (وتعني أنا أيضا) من حركة Me Too التي اكتسبت شهرة عالمية في أكتوبر 2017.

## الخلفية
في فبراير 2018، شاركت امرأة باكستانية مسلمة تجربتها على موقع الفيس بوك حول الاعتداء الجنسي في الحج. تم حذف المنشور لاحقًا، ولكن ليس قبل أن يراها عدد كافٍ من الناس لتثير المزيد من التجارب.
وشاركت مني الطحاوي، صحفية مصرية أمريكية، تجربتها حول الاعتداء الجنسي في الحج في كتاب صدر عام 1982،. وتمت إعادة تغريدها في فبراير باستخدام هاشتاج #MosqueMeToo.